# أنتوني جوزيف دريكسل جونيور
أنتوني جوزيف دريكسل جونيور (بالإنجليزية: Anthony Joseph Drexel, Jr.) هو مصرفي أمريكي، ولد في 9 سبتمبر 1864 في فيلادلفيا في الولايات المتحدة، وتوفي في 14 ديسمبر 1934.